# Martin County (Florida)
Martin County is een county in de Amerikaanse staat Florida.
De county heeft een landoppervlakte van 1.439 km² en telt 126.731 inwoners (volkstelling 2000). De hoofdplaats is Stuart.

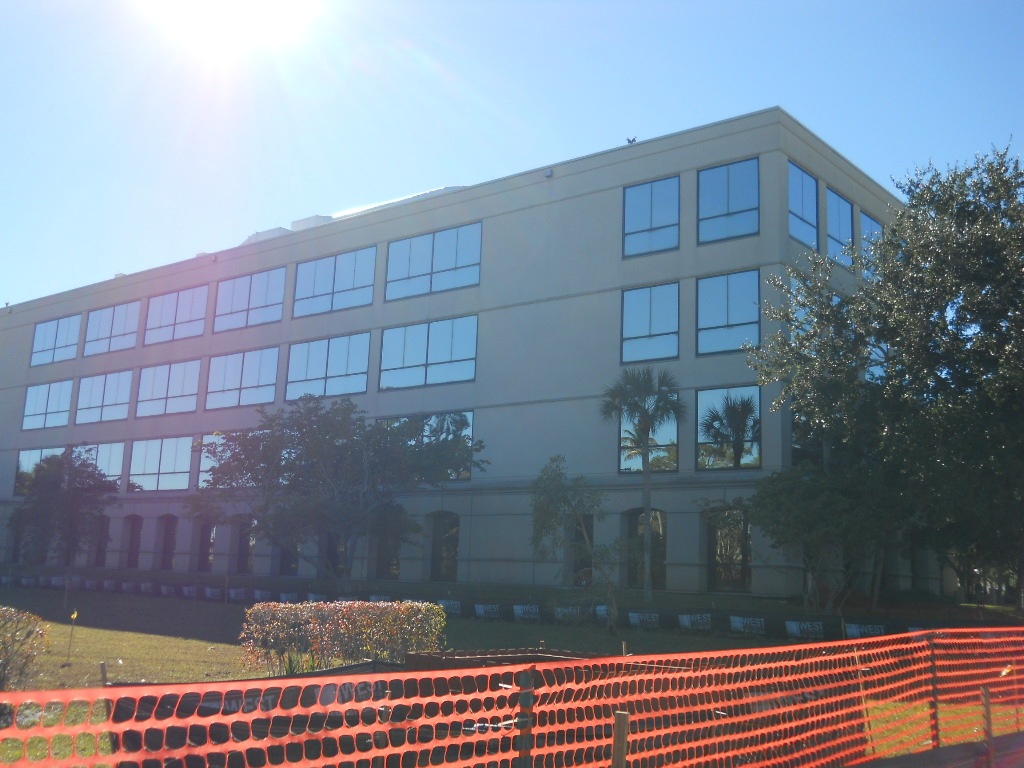
Martin County Courthouse